# Cultura de Tagar

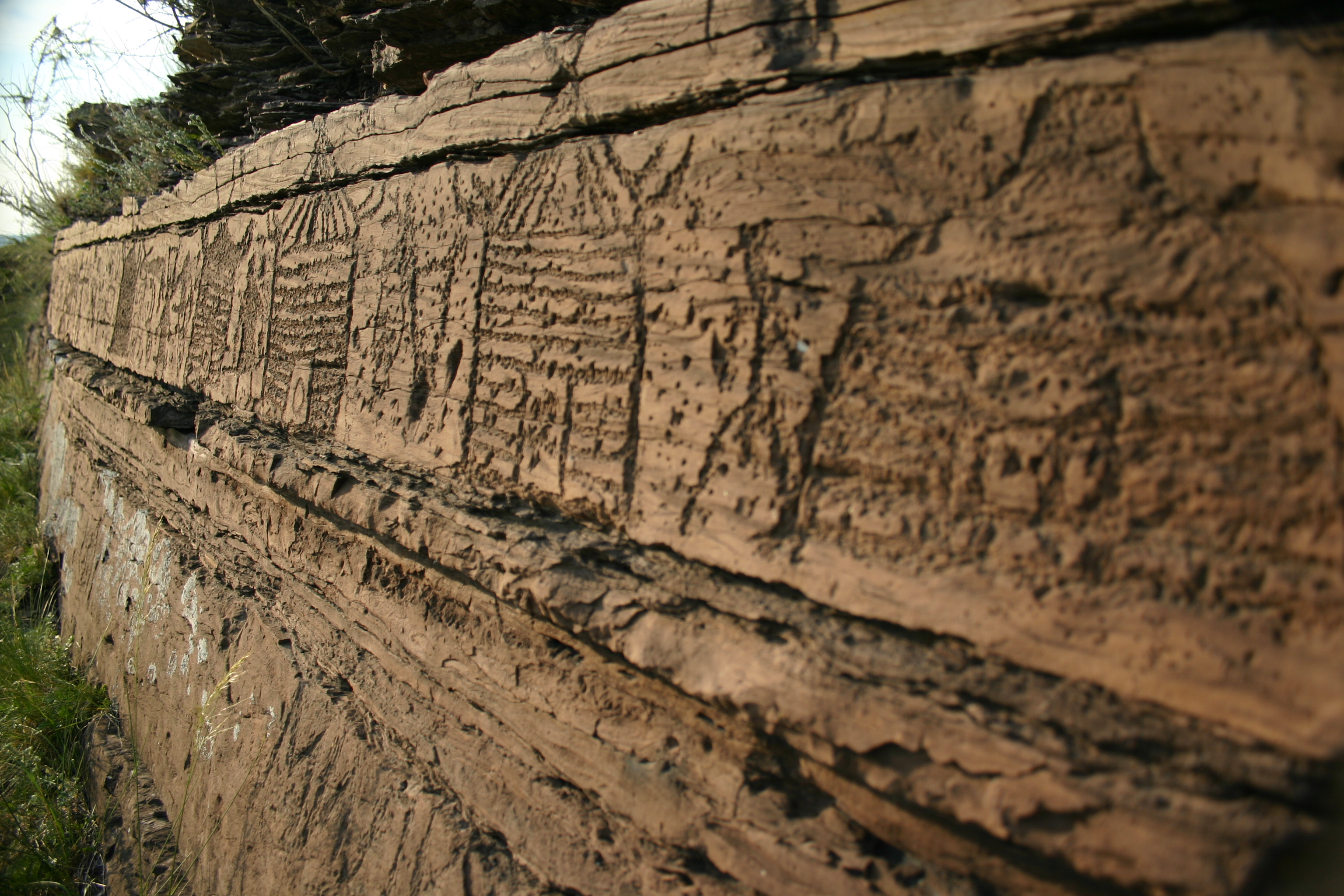
Petròglif de la cultura de Tagar, representant cases.

La cultura de Tagar (en rus: Тагарская культура) va ser una cultura arqueològica de l'edat del bronze entre els segles VII i l'II aC. en el sud de Sibèria (actual Khakàssia, part sud del krai de Krasnoiarsk, part oriental de l'óblast de Kémerovo). Aquesta cultura porta el nom d'una illa del riu Ienissei oposada a la ciutat de Minussinsk. Aquesta civilització va ser un dels majors centres de fosa del bronze en l'antiga Euràsia.

## Història
La regió que va ocupar la cultura de Tagar va ser ocupada anteriorment per la cultura Karasuk. Els pobladors Tagar van ser descrits, pels arqueòlegs, com a individus que presentaven trets caucàsics. Es creu que pertanyien als pobles escites.Vivien en habitatges de fusta escalfades per forns de fang i grans xemeneies. Alguns assentaments estaven envoltats per fortificacions. La seva vida va ser principalment ramadera, van criar principalment bestiar boví, cavalls, cabres i ovelles. La collita es recollia amb falçs i ganivets de bronze. La cultura de Tagar va produir adorns amb motius animals  molt similars a la dels escites del sud de la Rússia europea. Tal vegada la característica més cridanera d'aquesta cultura són els enormes kurgans reials tancats per plaques de pedra, amb quatre esteles verticals marcant les cantonades. La regió que va ocupar la cultura de Tagar va ser ocupada posteriorment per la cultura Tashtyk.
El 2009, un estudi genètic d'antigues cultures siberianes, tals com la Cultura d'Andrónovo, la cultura Karasuk, la cultura de Tagar i la cultura Tashtyk, es va publicar a la revista Human Genetics. Aquesta recerca va estudiar dotze individus de la cultura de Tagar datats entre els anys 800 aC a 100 dC. Les extraccions de ADN mitocondrial a partir de deu individus va donar com a resultat tenir tres mostres del haplogrup T3, una mostra del haplogrup I4, una mostra del haplogrup G2a, una mostra del haplogrup C, una mostra del haplogrup F1b i tres mostres del haplogrup H (una d'elles va ser H5). L'estudi de el ADN-I realitzat a sis individus els va trobar portadors del haplogrup R1a1, marcador que es pensa que marca la migració cap a l'est dels primers protoindoeuropeus. Tots els individus, amb excepció d'un individu mestís, es va determinar que eren caucasoides sent la majoria d'ulls i pèl clar.